# Fehren
Fehren is een gemeente en plaats in het Zwitserse kanton Solothurn en maakt deel uit van het district Thierstein.

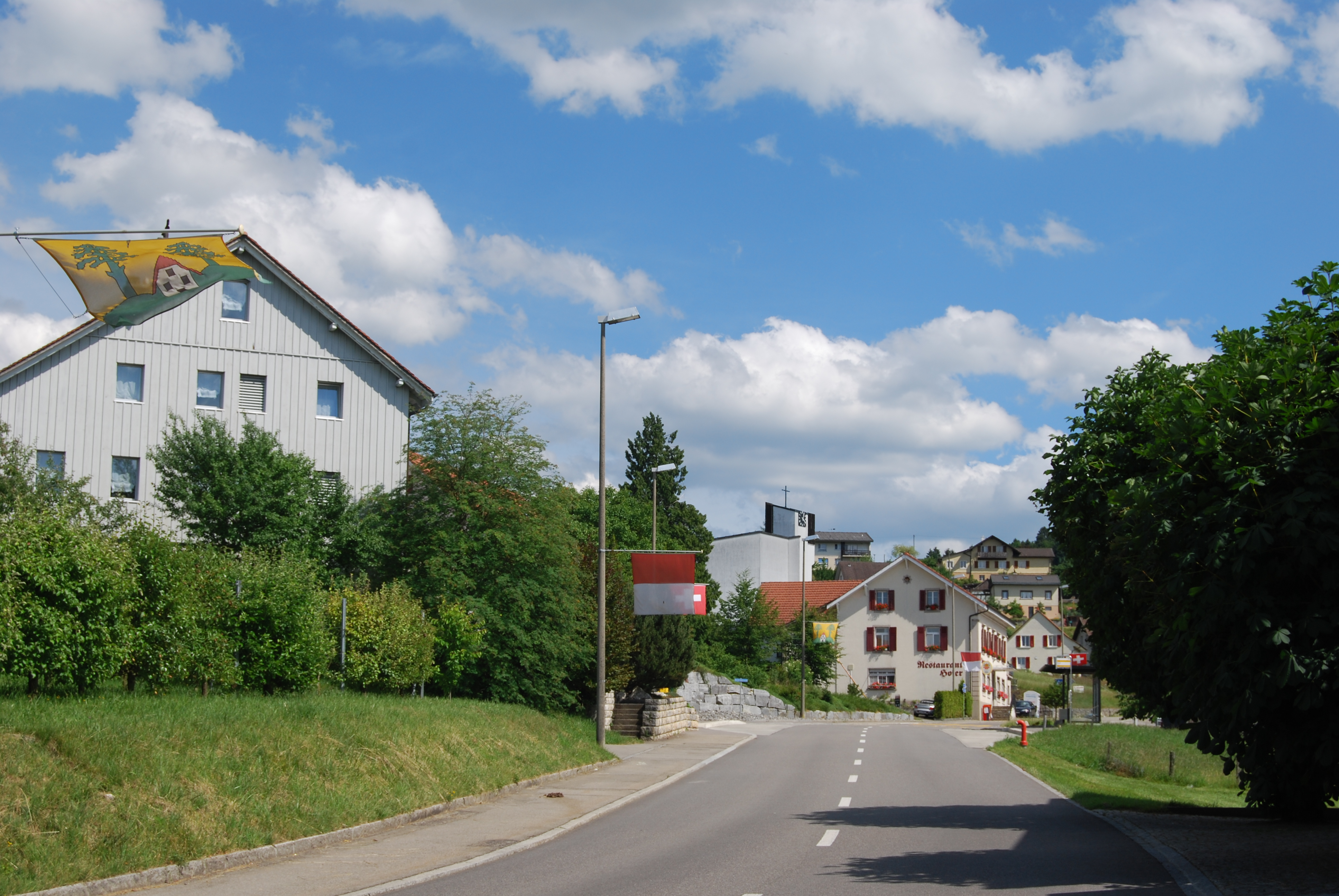
Fehren

Fehren telt 586 inwoners.